# حزمة عضلية
الحزمة العضلية (بالإنجليزية: Muscle fascicle)‏ تعرف في علم التشريح بأنها حزمة من الألياف العضلية المحاطة بغشاء حول عضلي الذي يعتبر نوعا من النسيج الضام.

## روابط خارجية
- Fascicle في قاموس إي ميديسين

- صورة تشريحية: 77_04 في مركز جامعة أوكلاهوما للعلوم الصحية. - "Slide 77 عضلة هيكلية"
- Anatomy Atlases - Microscopic Anatomy, plate 05.83 - "Smooth Muscle"
- Diagram at kctcs.edu نسخة محفوظة 17 ديسمبر 2008 على موقع واي باك مشين.